# Maxime Delanghe
Maxime Delanghe (* 23. Mai 2001 in Halle) ist ein belgischer Fußballspieler, der ab der Saison 2023/24 bei Cercle Brügge unter Vertrag steht.

## Karriere

### Verein
Delanghe begann seine fußballerische Karriere beim FC Pepingen, ehe er zum RSC Anderlecht wechselte. 2017 wechselte er in die Jugendakademie der PSV Eindhoven. 2017/18 stand er die ersten Male auf dem Platz der B-Junioren, stand aber auch bei den A-Junioren im Kader. Am Ende der Saison gewann er die U17-Meisterschaft mit der PSV. Die Folgesaison absolvierte er als zweiter Torwart und spielte 12 von 28 Spielen. Die Folgesaison absolvierte er als Stammtorhüter im Tor der U19. Anschließend wechselte er ins zweite Team, Jong PSV, wo er sofort zum Stammspieler wurde und auch sehr häufig bei der ersten Mannschaft auf der Bank saß. Zur Saison 2022/23 wurde der Torhüter dann leihweise an den belgischen Zweitligisten Lierse Kempenzonen abgegeben. Delanghe bestritt 18 von 32 möglichen Ligaspielen für Lierse. Dabei wurde er ab Anfang Februar 2023 bis zum Saisonende nicht mehr eingesetzt.
Mitte Juni 2023 wechselte er zur neuen Saison 2023/24 zum Erstdivisionär Cercle Brügge, bei dem er einen Vertrag bis zum Ende der Saison 2024/25 mit der Option der Verlängerung um eine weitere Saison unterschrieb. In seiner ersten Saison wurde er lediglich bei einem Pokalspiel eingesetzt.

### Nationalmannschaft
Von 2016 bis 2020 absolvierte Delanghe insgesamt 20 Partien für diverse belgische Jugendnationalmannschaften.

## Erfolge
- Niederländischer U19-Meister: 2018